# Útvina
Útvina település Csehországban, a Karlovy Vary-i járásban. Útvina Otročín, Krásné Údolí, Bečov nad Teplou, Bochov, Chodov, Toužim és Stanovice településekkel határos. Lakosainak száma 581 fő (2024. január 1.).

## Népesség
A település lakosságának változását az alábbi diagram mutatja:
| Lakosok száma | 1954 | 1835 | 1864 | 633  | 536  | 594  | 574  | 578  | 607  | 581  |
|               | 1869 | 1900 | 1921 | 1961 | 1980 | 2011 | 2016 | 2019 | 2021 | 2024 |